# Петрівська волость (Ананьївський повіт)
Петрівська волость — історична адміністративно-територіальна одиниця Ананьївського повіту Херсонської губернії.
Станом на 1886 рік складалася з 9 поселень, 9 сільських громад. Населення — 3565 осіб (1770 чоловічої статі та 1795 — жіночої), 350 дворових господарства.
|                     | Площа, десятин | У тому числі орної, дес. |
| ------------------- | -------------- | ------------------------ |
| Сільських громад    | 3906           | 1920                     |
| Приватної власності | 43272          | 9135                     |
| Казенної власності  | 3118           | 1208                     |
| Іншої власності     | 240            | 27                       |
| Загалом             | 50536          | 12290                    |

Найбільші поселення волості:
- Петрівка (Корнієва) — колишнє власницьке село при річці Тилігул за 70 верст від повітового міста, 360 осіб, 70 дворів, земська станція, лавка. За 8 верст — римо-католицький молитовний будинок. За 11 верст — лютеранський молитовний будинок.
- Ананьївка (Струкове, Шварцівське, Мартинівське) — колишнє власницьке село при річці Тилігул, 962 особи, 177 дворів, православна цервка, лавка.
- Бого-Рожденственське (Сиротинка) — колишнє власницьке село при річці Тилігул, 205 особи, 33 двори, православна цервка, лавка.